# Chromatomyia nigrella
Chromatomyia nigrella este o specie de muște din genul Chromatomyia, familia Agromyzidae, descrisă de Spencer în anul 1986.
Este endemică în North Carolina. Conform Catalogue of Life specia Chromatomyia nigrella nu are subspecii cunoscute.